# 劉儉 (漢趙)
劉儉（?—?），字义真。新兴（今山西省忻州）匈奴人，中国五胡十六国前趙皇族。刘曜长子。

## 生平
刘曜和元悼皇后卜氏有长子刘俭，次子刘胤。刘胤年方十岁，身高七尺五寸，汉国皇帝刘聪因此惊奇，对刘曜说：“此儿神气，非义真之比也，当以为嗣。”刘曜说：“藩国之嗣，能守祭祀足矣，不敢乱长幼之序。”刘聪说：“卿之勋德，当世受专征之任 ，非他臣之比也，吾当更以一国封义真。”于是封刘俭为临海王，立刘胤为世子。光初二年（319年），汉国（前趙）皇帝刘曜回到长安，从平阳迁都于长安，立后妃羊献容为皇后，以羊献容的儿子刘熙为太子。

## 资料来源
- 《资治通鉴》晋纪